# Premi César 1978
La cerimonia di premiazione della 3ª edizione dei Premi César si è svolta il 4 febbraio 1978 alla Salle Pleyel di Parigi. È stata presieduta da Jeanne Moreau e presentata da Pierre Tchernia. È stata trasmessa da Antenne 2.
Il film che ha ottenuto il maggior numero di candidature (otto) e di premi (sette) è stato Providence di Alain Resnais.

## Vincitori e candidati
I vincitori sono indicati in grassetto, a seguire gli altri candidati.

### Miglior film
- Providence, regia di Alain Resnais
- Andremo tutti in paradiso (Nous irons tous au paradis), regia di Yves Robert
- La merlettaia (La dentellière), regia di Claude Goretta
- L'uomo del fiume (Le crabe tambour), regia di Pierre Schoendoerffer

### Miglior regista
- Alain Resnais - Providence
- Luis Buñuel - Quell'oscuro oggetto del desiderio (Cet obscur objet du désir)
- Claude Miller - Gli aquiloni non muoiono in cielo (Dites-lui que je l'aime)
- Pierre Schoendoerffer - L'uomo del fiume (Le crabe tambour)

### Miglior attore
- Jean Rochefort - L'uomo del fiume (Le crabe tambour)
- Alain Delon - Morte di una carogna (Mort d'un pourri)
- Charles Denner - L'uomo che amava le donne (L'homme qui aimait les femmes)
- Gérard Depardieu - Gli aquiloni non muoiono in cielo (Dites-lui que je l'aime)
- Patrick Dewaere - Il giudice d'assalto (Le juge Fayard dit le shérif)

### Miglior attrice
- Simone Signoret - La vita davanti a sé (La vie devant soi)
- Brigitte Fossey - Les enfants du placard
- Isabelle Huppert - La merlettaia (La dentellière)
- Miou-Miou - Gli aquiloni non muoiono in cielo (Dites-lui que je l'aime)
- Delphine Seyrig - Sopralluoghi (Repérages)

### Migliore attore non protagonista
- Jacques Dufilho - L'uomo del fiume (Le crabe tambour)
- Michel Aumont - I miei vicini sono simpatici (Des enfants gâtés)
- Jean-François Balmer - La minaccia (La menace)
- Jean Bouise - Il giudice d'assalto (Le juge Fayard dit le shérif)
- Philippe Léotard - Il giudice d'assalto (Le juge Fayard dit le shérif)

### Migliore attrice non protagonista
- Marie Dubois - La minaccia (La menace)
- Nelly Borgeaud - L'uomo che amava le donne (L'homme qui aimait les femmes)
- Geneviève Fontanel - L'uomo che amava le donne (L'homme qui aimait les femmes)
- Florence Giorgetti - La merlettaia (La dentellière)
- Valérie Mairesse - Sopralluoghi (Repérages)

### Migliore sceneggiatura originale o miglior adattamento
- David Mercer - Providence
- Michel Audiard - Morte di una carogna (Mort d'un pourri)
- Jean-Claude Carrière e Luis Buñuel - Quell'oscuro oggetto del desiderio (Cet obscur objet du désir)
- Jean-Loup Dabadie - Andremo tutti in paradiso (Nous irons tous au paradis)

### Migliore fotografia
- Raoul Coutard - L'uomo del fiume (Le crabe tambour)
- Ricardo Aronovich - Providence
- Pierre Lhomme - Gli aquiloni non muoiono in cielo (Dites-lui que je l'aime)
- Andreas Winding - L'accusatore (L'imprécateur)

### Miglior montaggio
- Albert Jurgenson - Providence
- Françoise Bonnot - Le passé simple
- Henri Lanoë - La minaccia (La menace)
- Chris Marker - Le fond de l'air est rouge

### Migliore scenografia
- Jacques Saulnier - Providence
- Bernard Evein - La vita davanti a sé (La vie devant soi)
- Jean-Pierre Kohut-Svelko - Andremo tutti in paradiso (Nous irons tous au paradis)
- Hilton McConnico - Gli aquiloni non muoiono in cielo (Dites-lui que je l'aime)

### Migliore musica
- Miklós Rózsa - Providence
- Vladimir Cosma - L'animale (L'animal)
- Francis Lai - Bilitis
- Philippe Sarde - L'uomo del fiume (Le crabe tambour)

### Miglior sonoro
- René Magnol e Jacques Maumont - Providence
- Bernard Aubouy - Gazzosa alla menta (Diabolo menthe)
- Paul Lainé - Gli aquiloni non muoiono in cielo (Dites-lui que je l'aime)
- Pierre Ley e François Bel - La griffe et la dent
- Jean-Pierre Ruh - La vita davanti a sé (La vie devant soi)

### Miglior film straniero
- Una giornata particolare, regia di Ettore Scola
- L'amico americano (Der Amerikanische Freund), regia di Wim Wenders
- Io e Annie (Annie Hall), regia di Woody Allen
- Pane e cioccolata, regia di Franco Brusati

### Miglior cortometraggio d'animazione
- Rêve, regia di Peter Foldes
- Fracture, regia di Gaëtan Brizzi e Paul Brizzi
- Kubrick à brac, regia di Dominique Rocher
- Mordillissimo, regia di Roger Beaurin
- La nichée, regia di Gérard Collin

### Miglior cortometraggio di fiction
- 500 grammes de foie de veau, regia di Henri Glaeser
- Le blanc des yeux, regia di Henri Colombier
- Je veux mourir dans la patrie de Jean-Paul Sartre, regia di Mosco Boucault
- Sauf dimanches et fêtes, regia di François Ode
- Temps souterrain, regia di András Dávid

### Miglior cortometraggio documentario
- Le maréchal ferrant, regia di Georges Rouquier
- Ben Chavis, regia di Jean-Daniel Simon
- La loterie de la vie, regia di Guy Gilles
- Naissance, regia di Frédéric Le Boyer
- Samarang, regia di Rafi Toumayan

### Premio César onorario
- Robert Dorfmann

### Hommage
- Charles Chaplin
- Jacques Prévert
- Howard Hawks
- Roberto Rossellini